# Глушенков, Юрий Андреевич
Юрий Глушенков — российский журналист и сценарист игрового кино.
Родился 23 января 1971 года в Омске.
Окончил филологичeский факультeт КГПУ им. Циолковского.

## Фильмография
- Машка (2014)
- Пусть будет Лиза (2018)
- Сохрани жизнь (2020)

## Награды и фестивали
- 2014 — Награда за лучший короткометражный фильм на кинофестивалях «Сталкер»[1][2][3], Doc Sunback Film Festival (США)[4] и «Лампа» (Пермь)[5]; Приз за лучший игровой фильм на Фестивале студенческого кино в Писеке (Чехия)[6]; Специальный приз кинофестиваля «Золотая пятёрка» (Химки, Московская область)[6]; Приз за лучший сценарий и зрительский приз фестиваля ВГИКа[7].

Участник конкурсной программы «Короткий метр» на МКФ в Каннах, основных и внеконкурсных программ International Student Short-Film Festival of Cergy-Pontoise (Франция), Открытого Фестиваля студенческих и дебютных фильмов «Святая Анна» (Россия), Международного фестиваля короткометражного кино One Shot  (Армения), Международного фестиваля современного искусства и духовно-нравственных фильмов Fresco (Армения), Motovun Film Festival (Хорватия), Naoussa International Film Festival (Греция), Фестиваля доброго кино «Лён» (Россия), Международного фестиваля цифрового кино Kinofest (Румыния), Международного фестиваля независимого короткометражного кино Visione Corte (Италия), Cinerall International Festival Trains on Film (Марокко), Международного форума короткометражных фильмов Grand off (Польша), Международного фестиваля фильмов о правах человека Diritti a todi  (Италия), Tirana International Film Festival (Албания), Международного фестиваля независимого кино Golden Anteaters (Польша), Международного Кинофестиваля «Свой путь» (Россия).

## Личная жизнь
Православный.
С 1992 года женат на своей коллеге по телевидению Марине. У пары семь детей. Все дети родились в домашних условиях. В 2010 году им был вручён Орден «Родительская слава». Вместе они вели программу «Глушенковы» на канале Ника ТВ. В 2022 году супруги объявили о расставании.
Дочь Валентина сыграла главную роль в фильме по сценарию отца «Машка».
В 2015 году семья Глушенковых приняла участие в проекте телеканала СТС «Новая жизнь».

## Кртитика
Сергей Сычёв в своей рецензии на фильм «Пусть будет Лиза» посчитал сюжет, написанный Глушенковым,   очень прозрачным